# Szakács István Péter
Szakács István Péter (Székelyudvarhely, 1957. június 27. –) erdélyi magyar prózaíró, irodalomtörténész, publicista, írói álneve Steven Cook.

## Életútja, munkássága
Szülővárosában érettségizett a Dr. Petru Groza Elméleti Líceumban (1976). Előbb Ülkében és Lövétén volt helyettes tanár, majd 1980–84 között a BBTE magyar–francia szakos hallgatója. Azóta Székelyudvarhelyen a Bethlen Gábor Általános Iskola, majd a Tamási Áron Elméleti Líceum tanára. 1992-ben a Soros Alapítvány ösztöndíjasaként irodalomtörténeti kutatásokat végzett Kanadában, ennek eredményeként doktorált a BBTE-n 1997-ben a kanadai magyar irodalom történetéről írott dolgozatával.
Első írását az Igaz Szó közölte 1982-ben. Novellákkal szerepelt az Erdélyi Dekameron, az Erdélyi Szép Szó, a Lassított lónézés és az Újabb erdélyi elbeszélők című antológiákban. 1990–93 között az Ablak c. folyóirat társszerkesztője volt, 2004–2007 között a Székelyudvarhelyen megjelenő Polgári Élet belső munkatársa, majd néhány hónapig főszerkesztője.
1994-ben a Látó-nívódíját, 1998-ban az Erdély Magyar Irodalmáért Alapítvány novellapályázatának III. díját, 2000-ben esszépályázatának III. díját nyerte el. 2002-ben Székelyudvarhely városa Pro Urbe-díjjal tüntette ki. 2004-ben megkapta a Kráter Könyvkiadó Wass Albert-díját az író perével kapcsolatos kutatásaiért.

## Kötetei
- Francia tavasz. Novellák; Mentor, Marosvásárhely, 1996
- A belga utazó; Mentor, Marosvásárhely, 2001
- Szavak prérijén. A kanadai magyar irodalom egy évszázada; Polis, Kolozsvár, 2002
- A vádlott neve Wass Albert (dokumentumok, Székelyudvarhely, 2002)
- Jerikói lonc. Új elbeszélések; Kráter, Pomáz, 2003
- Le nem hallgatási botrány (válogatott publicisztikai írások, Csíkszereda, 2007)
- Elízium panzió. Történetek Kornis Dániel körül; Bookart, Csíkszereda, 2013
- Csempészáru. Apokrifok; Bookart, Csíkszereda, 2016
- Az angyalok átjárója; Előretolt Helyőrség Íróakadémia, Budapest, 2021
- Zsebművészet. Karcok; Művészeti és Irodalmi Jelen, Budapest, 2021 (Irodalmi jelen könyvek)
- Boszorkánykör. Szerelmes és egyéb történetek; Magyar PEN Club, Budapest, 2024

Írói alteregója a skót felföldön élő Steven Cook. Ő a szerzője a Tamási Áron Gimnázium tanárai által 1994 óta évente előadott farsangi komédiáknak, melyeknek egy része Gimi az egész világ címmel jelent meg (Székelyudvarhely, 2001).